# Comuna Șciîborivka, Krasîliv
Șciîborivka (în ucraineană Щиборівка) este o comună în raionul Krasîliv, regiunea Hmelnîțkîi, Ucraina, formată din satele Kalamarînka, Movceanî, Radisne și Șciîborivka (reședința).

## Demografie
Componența lingvistică a comunei Șciîborivka
     Ucraineană (98,93%)
     Alte limbi (0,85%)
Conform recensământului din 2001, majoritatea populației comunei Șciîborivka era vorbitoare de ucraineană (98,93%), existând în minoritate și vorbitori de alte limbi.